# Episodi di Popularity Papers
La prima stagione della serie televisiva Popularity Papers, composta da 26 episodi, va in onda in Canada su YTV dal 10 aprile 2023 al 26 marzo 2024. In Italia il lancio era previsto per l'11 dicembre 2023 ma è avvenuto solo in on demand e su NOWTV per pochi giorni. Il 30 e il 31 dicembre 2023 Nickelodeon trasmette i primi 11 episodi in anteprima con una maratona speciale. Gli episodi dal 15 al 26 sono stati pubblicati in anteprima il 1º gennaio 2024 sulla piattaforma australiana ABC iview.
| nº | Titolo originale                         | Titolo italiano                  | Prima TV Canada  | Prima TV Italia                                    |
| -- | ---------------------------------------- | -------------------------------- | ---------------- | -------------------------------------------------- |
| 1  | New School, New Start                    | Nuova scuola, nuovo inizio       | 10 aprile 2023   | 11 dicembre 2023 (On demand) 30 dicembre 2023 (TV) |
| 2  | Teamwork Makes the Scene Work            | Il segreto è il gioco di squadra | 17 aprile 2023   | 12 dicembre 2023 (On demand) 30 dicembre 2023 (TV) |
| 3  | My Art Will Go On                        | Il potere dell'arte              | 24 aprile 2023   | 30 dicembre 2023 (TV)                              |
| 4  | Hike A Pose                              | Mettiti in posa                  | 1 maggio 2023    | 30 dicembre 2023 (TV)                              |
| 5  | Smells Like Tween Spirit                 | Statistica vincente              | 8 maggio 2023    | 30 dicembre 2023 (TV)                              |
| 6  | Tears of a Class Clown                   | Il pagliaccio della scuola       | 15 maggio 2023   | 31 dicembre 2023                                   |
| 7  | Middle School of Rock                    | Giovani rockstar                 | 22 maggio 2023   | 31 dicembre 2023                                   |
| 8  | Ghost Mortem                             | Nuovi arrivi misteriosi          | 23 ottobre 2023  | 31 dicembre 2023                                   |
| 9  | Trendship Never Ends                     | La tendenza del momento          | 29 maggio 2023   | 31 dicembre 2023                                   |
| 10 | Freaks and Cliques                       | Nerd e girls                     | 30 ottobre 2023  | 31 dicembre 2023                                   |
| 11 | Balm Squad                               | I Lip Balms                      | 6 novembre 2023  | 31 dicembre 2023                                   |
| 12 | Friends in Junior High Places            | Amici e potere                   | 13 novembre 2023 | 8 aprile 2024 (On demand) 15 aprile 2024 (TV)      |
| 13 | Pain in the Bat Mitzvah                  | Panico da Bat Mizvah             | 20 novembre 2023 | 8 aprile 2024 (On demand) 15 aprile 2024 (TV)      |
| 14 | The Athenian Candidate                   | Il candidato ateniese            | 27 novembre 2023 | 8 aprile 2024 (On demand) 16 aprile 2024 (TV)      |
| 15 | Peer Review                              | Revisione paritaria              | 11 marzo 2024    | 8 aprile 2024 (On demand) 16 aprile 2024 (TV)      |
| 16 | We Gonna Party Like It's Your Earth Day  | Musica per l'ambiente            | 12 marzo 2024    | 8 aprile 2024 (On demand) 17 aprile 2024 2024 (TV) |
| 17 | Personality Test                         | Test della personalità           | 13 marzo 2024    | 8 aprile 2024 (On demand) 17 aprile 2024 2024 (TV) |
| 18 | Skate Expectations                       | Aspettative da skate             | 14 marzo 2024    | 8 aprile 2024 (On demand) 18 aprile 2024 (TV)      |
| 19 | Prides-Maids                             | Una figlia orgogliosa            | 15 marzo 2024    | 8 aprile 2024 (On demand) 18 aprile 2024 (TV)      |
| 20 | Livin' On a Dare                         | Il giorno delle sfide            | 18 marzo 2024    | 8 aprile 2024 (On demand) 19 aprile 2024 (TV)      |
| 21 | A Very Middle School                     | Gossip alle medie                | 19 marzo 2024    | 8 aprile 2024 (On demand) 19 aprile 2024 (TV)      |
| 22 | Odds Squads                              | Strane squadre                   | 20 marzo 2024    | 23 aprile 2024                                     |
| 23 | Notes On A Vandal                        | Caccia al vandalo                | 21 marzo 2024    | 23 aprile 2024                                     |
| 24 | Let's Sick Together                      |                                  | 22 marzo 2024    | 23 aprile 2024                                     |
| 25 | The Wonderful Wizard of Mapleview Part 1 |                                  | 25 marzo 2024    | 24 aprile 2024                                     |
| 26 | The Wonderful Wizard of Mapleview Part 2 |                                  | 26 marzo 2024    | 24 aprile 2024                                     |